# Pairinhac de Sarlèiva
Pairinhac de Sarlèiva (en occità; oficialment Pérignat-lès-Sarliève) és un municipi francès situat al departament del Puèi Domat i a la regió d'Alvèrnia-Roine-Alps. L'any 2007 tenia 2.730 habitants.

## Demografia

### Població
El 2007 la població de fet de Pérignat-lès-Sarliève era de 2.730 persones. Hi havia 1.022 famílies de les quals 194 eren unipersonals (80 homes vivint sols i 114 dones vivint soles), 322 parelles sense fills, 425 parelles amb fills i 81 famílies monoparentals amb fills.
La població ha evolucionat segons el següent gràfic:
Habitants censats

### Habitatges
El 2007 hi havia 1.111 habitatges, 1.030 eren l'habitatge principal de la família, 27 eren segones residències i 54 estaven desocupats. 1.011 eren cases i 91 eren apartaments. Dels 1.030 habitatges principals, 825 estaven ocupats pels seus propietaris, 191 estaven llogats i ocupats pels llogaters i 15 estaven cedits a títol gratuït; 12 tenien una cambra, 22 en tenien dues, 104 en tenien tres, 256 en tenien quatre i 636 en tenien cinc o més. 870 habitatges disposaven pel capbaix d'una plaça de pàrquing. A 359 habitatges hi havia un automòbil i a 622 n'hi havia dos o més.

### Piràmide de població
La piràmide de població per edats i sexe el 2009 era:
| Homes | Edats   | Dones |
| ----- | ------- | ----- |
| 0     | 95 o +  | 0     |
| 4     | 90 a 94 | 4     |
| 4     | 85 a 89 | 28    |
| 4     | 80 a 84 | 20    |
| 40    | 75 a 79 | 40    |
| 32    | 70 a 74 | 28    |
| 76    | 65 a 69 | 68    |
| 64    | 60 a 64 | 80    |
| 64    | 55 a 59 | 52    |
| 104   | 50 a 54 | 108   |
| 56    | 45 a 49 | 64    |
| 128   | 40 a 44 | 116   |
| 104   | 35 a 39 | 108   |
| 40    | 30 a 34 | 52    |
| 64    | 25 a 29 | 28    |
| 56    | 20 a 24 | 44    |
| 96    | 15 a 19 | 64    |
| 68    | 10 a 14 | 72    |
| 64    | 5 a 9   | 96    |
| 56    | 0 a 4   | 44    |

## Economia
El 2007 la població en edat de treballar era de 1.739 persones, 1.260 eren actives i 479 eren inactives. De les 1.260 persones actives 1.188 estaven ocupades (620 homes i 568 dones) i 74 estaven aturades (31 homes i 43 dones). De les 479 persones inactives 130 estaven jubilades, 235 estaven estudiant i 114 estaven classificades com a «altres inactius».

### Ingressos
El 2009 a Pérignat-lès-Sarliève hi havia 1.068 unitats fiscals que integraven 2.766,5 persones, la mediana anual d'ingressos fiscals per persona era de 24.415 €.

### Activitats econòmiques
Dels 79 establiments que hi havia el 2007, 1 era d'una empresa alimentària, 3 d'empreses de fabricació d'altres productes industrials, 5 d'empreses de construcció, 12 d'empreses de comerç i reparació d'automòbils, 5 d'empreses de transport, 5 d'empreses d'hostatgeria i restauració, 4 d'empreses d'informació i comunicació, 4 d'empreses financeres, 4 d'empreses immobiliàries, 18 d'empreses de serveis, 11 d'entitats de l'administració pública i 7 d'empreses classificades com a «altres activitats de serveis».
Dels 11 establiments de servei als particulars que hi havia el 2009, 1 era una oficina de correu, 2 tallers de reparació d'automòbils i de material agrícola, 1 guixaire pintor, 1 fusteria, 2 perruqueries, 1 restaurant, 1 agència immobiliària, 1 tintoreria i 1 saló de bellesa.
Dels 2 establiments comercials que hi havia el 2009, 1 era una botiga de menys de 120 m² i 1 una fleca.
L'any 2000 a Pérignat-lès-Sarliève hi havia 4 explotacions agrícoles.

## Equipaments sanitaris i escolars
L'únic equipament sanitari que hi havia el 2009 era una farmàcia.
El 2009 hi havia 1 escola maternal i 1 escola elemental.

## Poblacions més properes
El següent diagrama mostra les poblacions més properes.